# 方楘如
方楘如（1672年—?），字文辀，号朴山。浙江淳安人。

## 生平
生於康熙十一年（1672年），早年受业於毛奇龄，博览群书，以文章聞名，善作对联。毛氏反程朱理學最力，楘如自然也不乏貶詞。康熙四十五年（1706年）丙戌進士，官豐潤知县，三年後，以“烧锅失察”去職。曾在敷文、蕺山、紫阳书院讲学。有弟子杭世骏、胡賡善，时人称朴山先生，与桐城方舟、方苞合稱“三方”。乾隆二年（1737年），以经学被推举，钦召纂修三礼，堅辞不就。乾隆二十二年仍在世。著有《周易通義》十四卷、《尚書通義》十四卷、《毛詩通義》十四卷、《鄭注拾滴》一卷、《離騷經解》一卷等。